# Sao Luis Challenger
Il Sao Luis Challenger è stato un torneo professionistico di tennis giocato su campi in cemento. Faceva parte dell'ATP Challenger Series. Si giocava annualmente a São Luís in Brasile.

## Albo d'oro

### Singolare
| Anno | Campione      | Finalista          | Punteggio     |
| ---- | ------------- | ------------------ | ------------- |
| 1992 | Luiz Mattar   | Maurice Ruah       | 6–4, 6–4      |
| 1993 | David Rikl    | João Cunha e Silva | 7–5, 6–3      |
| 1994 | Michael Joyce | Roger Smith        | 6–3, 6–7, 7–6 |

### Doppio
| Anno | Campioni                       | Finalisti                     | Punteggio     |
| ---- | ------------------------------ | ----------------------------- | ------------- |
| 1992 | Luiz Mattar Jaime Oncins       | Maurice Ruah Mario Tabares    | 6–3, 7–5      |
| 1993 | Otavio Della Marcelo Saliola   | Luiz Mattar Jaime Oncins      | 6–7, 6–3, 7–6 |
| 1994 | João Cunha e Silva Roger Smith | Fabio Silberberg João Zwetsch | 4–6, 6–3, 6–3 |